# Felinia antecedens
Felinia antecedens là một loài bướm đêm trong họ Erebidae.